# Ulm (Montana)
Ulm is een plaats (census-designated place) in de Amerikaanse staat Montana, en valt bestuurlijk gezien onder Cascade County.

## Demografie
Bij de volkstelling in 2000 werd het aantal inwoners vastgesteld op 750.

## Geografie
Volgens het United States Census Bureau beslaat de plaats een oppervlakte van
53,8 km², waarvan 52,0 km² land en 1,8 km² water. Ulm ligt op ongeveer 1021 m boven zeeniveau.

## Plaatsen in de nabije omgeving
De onderstaande figuur toont nabijgelegen plaatsen in een straal van 24 km rond Ulm.